# Història d'Armènia

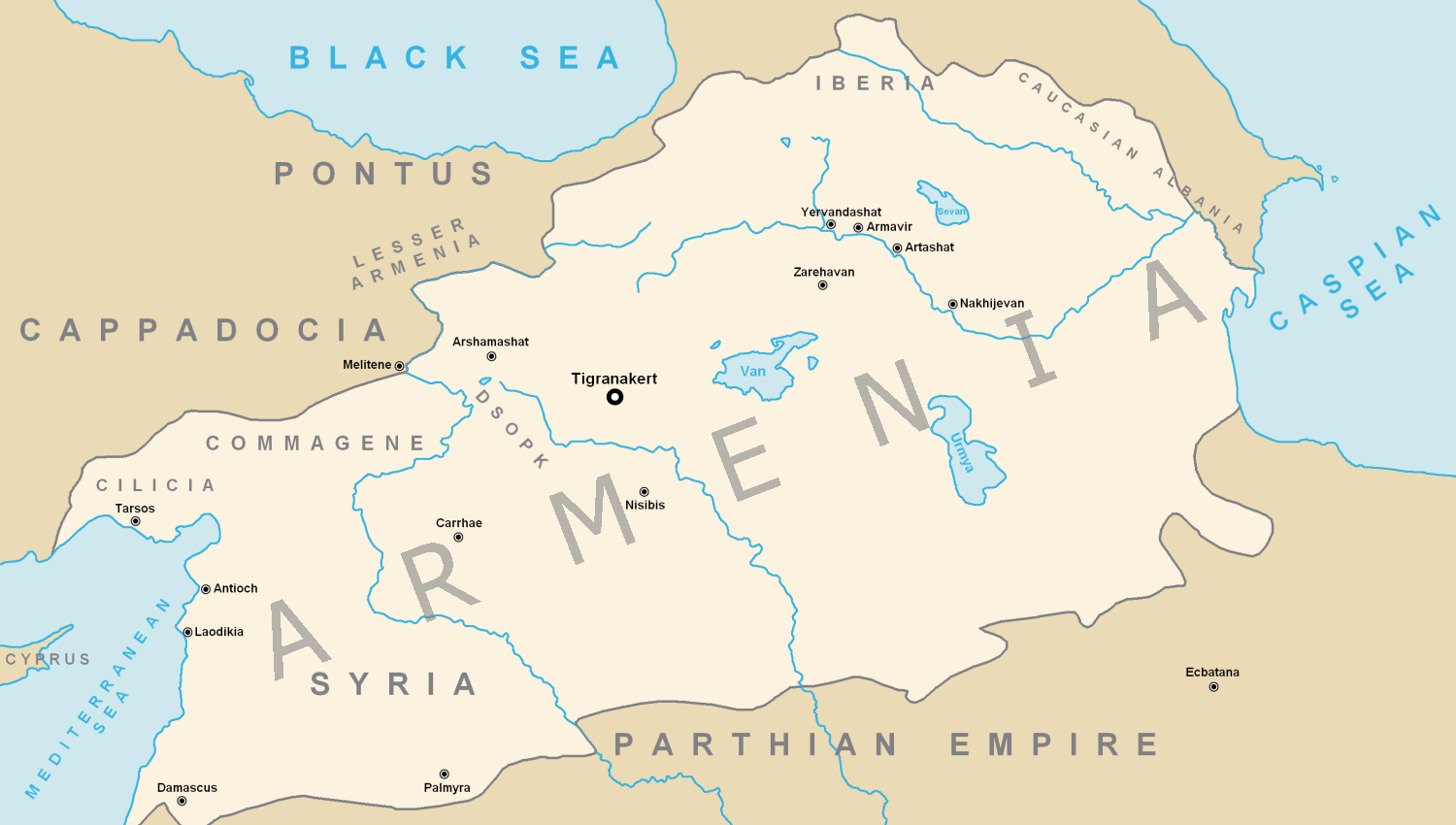
Imperi armeni

Els armenis van entrar a Urartu vers el 610 aC. Després del domini mede i persa, es van expandir i van crear un regne independent vers el segle ii aC. Posteriorment, el seu territori va ser disputat entre els romans, els perses i, posteriorment, els àrabs, que van arribar-hi l'any 640.

## Invasió indoeuropea
Les primeres notícies del Regne d'Armènia són molt incertes. Els armenis derivaven dels antics frigis, suposadament de la branca del sud (la branca del nord va originar els georgians) barrejats amb altres pobles, i que havien entrat a Urartu vers els 610 aC absorbint part del poble urartià (molts urartians van refugiar-se a les muntanyes i són anomenats pels historiadors clàssics com alarodians, fins que també foren absorbits). Els armenis s'anomenaven a si mateixos Hai i al país Haik, però a totes les fonts clàssiques apareixen esmentats com a Armen o Armin, nom del qual l'origen és atribuït a l'heroi epònim que va conduir al poble vers l'est, o al primer rei d'Urartu, Arame; o a la ciutat d'Armavir que és esmentada per Heròdot com Armauria o Armaurra, entre altres possibles orígens; al país l'anomenaven Armína o Arminiya (grec Armenioi).

## Domini mede i persa
Uns anys després el rei dels armenis, anomenat Tigranes per Xenofont a la seva Ciripedia, va ser sotmès pel rei dels medes que Xenofont anomena Ciaxares (653-584) però que fou en realitat el seu fill Astiages (584-555). Aquests fets cal situar-los vers el 560 aC aproximadament. Cirus de Persia va combatre vers el 555 aC als armenis, els va imposar tribut i va fer un arbitratge entre el poble armeni i el poble urartià, que també hagué de pagar tribut però que va poder conserver les terres que ocupava, sota protecció de Persia, i permetent als armenis de pasturar a les seves muntanyes. Els perses van construir fortaleses al país.
El 521 aC, amb els disturbis que van seguir la mort de Cambises i la proclamació del fals Esmerdis, els armenis es van revoltar. El rei Darius va enviar al senyor armeni Dadartxitx a sufocar la revolta que prenia molta amplitud però després el va substituir pel persa Vaumisa (520 aC) que va derrotar els rebels a Izituch i Autiyara i va deixar sotmès el país (519 aC).
Poc després va seguir la reorganització administrativa de l'Imperi i Armènia fou convertida en satrapia (Satrapia XIII de la llista d'Heròdot) i a una altra satrapia, la Matiene o Matiàna, (la satrapia XVIII de la llista d'Heròdot), foren incorporats els alarodians o urartians, amb els territoris a l'est de l'Ararat i el Tendurek. Ambdues satrapies van aportar contingents per l'expedició de Xerxes a Grècia el 480 aC. Heròdot esmenta el nom del rei armeni, Artokhmes, casat amb una filla de Darius, i del rei dels alarodians, Masistos, fill de Siromitres. No coincideixen amb els noms de les tradicionals llistes de reis perquè aquestos noms són llegendaris. La satrapia d'Armènia (Armina) estava formada normalment per tres satrapies menors: 
- Armènia (oriental) situada al sud del Centrites (modern Botan Çayı o Botan Su); a la unió d'aquest amb el Tigris el limit seguia cap a l'oest fins a l'Eufrates que marcava la frontera occidental; al nord limitava amb el Murad Su i el Kara Su; cap a l'oest, després de Teleboas, s'entrava a Armènia Menor o occidental.
- Armènia Occidental o Armènia Menor. Se sap que limitava amb el Caucas al nord-est; amb la mar Negra al nord-oest; i amb Armènia (oriental) a l'est. La resta dels limits no es poden definir clarament.
- Còlquida, que estava sota domini persa des dels temps de Darios I i enviava tribut que va seguir probablement fins a l'enfonsament de l'imperi.

El 401 aC Xenofont va travessar la part occidental d'Armènia, més concretament el país dels karduks (gordians), probables ancestres del kurds. L'Anàbasi fa una detallada descripció del país, i diu que el riu Centrites (avui Bohtan Su) a la rodalia de la ciutat de Sert, era defensat pel sàtrapa Orontes I, fill del rei Artaxerxes II, i que tenia contingents armenis i alarodians. Els deu mil van aconseguir passar i van arribar al país de Taron (avui Much), governat per Tiribases. Després de travessar el riu Arsanies (avui Murad Su) els deu mil van avançar al nord fins a les fonts de l'Araxes, on van trobar un poble troglodític. A les regions armènies eren sota un règim tribal i el poder estava en mans de caps comarcals o caps locals. A totes les regions que van passar i havia abundant menjar, bestiar i la gent era prospera.
El 334 aC Armènia va aportar contingents a l'exèrcit de Darius III. El contingent armeni és esmentat a la batalla de Gaugamela (30 de setembre del 331 aC) dirigit pels sàtrapes Orontes i Mitraustes. Nominalment Armènia va passar seguidament a l'Imperi macedoni, però mai es va fer una conquesta efectiva. El persa Mitranes, antic governador de Sardes, en fou nomenat sàtrapa, i va gaudir d'una independència de fet. El 223 aC la regió va correspondre al general Neoptòlem però combatut per Èumenes de Capadòcia, va morir a la lluita el 321 aC i el país no va entrar en el següent repartiment i és possible que aviat l'antic sàtrapa persa hagués recuperat el poder que potser mai va perdre del tot, amb l'ajut del general macedoni Peucestes de Mieza. Així el 316 aC el nom d'Orontes com a sàtrapa és esmentat per Diodor de Sicília i sembla força probable que es tracti del mateix personatge que era sàtrapa el 331 aC o el seu fill. El 302 aC encara apareix Orontes, Aroantes o Aroandes com a sàtrapa, però no pas com a rei. La capital que era a Armavir, es va tralladar a Ervandashat.

## Sàtrapes
| Dates               | Sàtrapa           | Dinastia    | Notes | Estat sobirà                           |
| ------------------- | ----------------- | ----------- | --- | -------------------------------------- |
| vers 450 aC-428 aC  | Hidarnes III      | Hirdàrnides | Noble persa. | Pèrsia Aquemènida                      |
| vers 428 aC-410 aC  | Terituixmes       | Hirdàrnides | Fill. | Pèrsia Aquemènida                      |
| 401 aC-344 aC       | Orontes I         | Orontides   | Noble persa d'origen bactrià, casat amb Rodoguna, filla d'Artaxerxes II i d'Estàtira, la qual era filla d'Hidarnes III. | Pèrsia Aquemènida                      |
| 344 aC-336 aC       | Darios III Codomà | aquemènida  | Futur Darius III. | Pèrsia Aquemènida                      |
| 336 aC- vers 331 aC | Orontes II        | Orontides   | Fill d'Orontes I, mort a la batalla de Gaugamela (331 aC.).                                                             | Pèrsia Aquemènida                      |
| 331 aC              | Mitraustes        | --          | Militar persa | Pèrsia Aquemènida                      |
| 331 aC-323 aC       | Mitranes          | Orontides   | Probable fill d'Orontes II.                                                                                             | Macedònia - Imperi d'Alexandre el Gran |
| 323 aC              | Perdicas          | --          | General macedoni | Macedònia - Imperi d'Alexandre el Gran |
| 323 aC-321 aC       | Neoptòlem         | --          | General macedoni | Macedònia - Imperi d'Alexandre el Gran |
| 321 aC              | Èumenes           | --          | General macedoni | Macedònia - Imperi d'Alexandre el Gran |
| 321 aC-317 aC       | Mitranes          | Orontides   | Restaurat. | Macedònia - Imperi d'Alexandre el Gran |
| 317 aC-260 aC       | Orontes III       | Orontides   | Fill. Aprofita les discòrdies entre els diàdocs per agafar el títol reial                                               | Macedònia - Imperi d'Alexandre el Gran |

## Reis orontides
- Sames d'Armènia vers 260 - 243
- Arsames I o Arsham o Arsabes) 243-226 C (fill)
- Xerxes o Kserks (Xshayarsha) 226-212 aC (fill)
- Abdisar 212 (germà)
- Orontes IV 212 – 200 (germà)

El 301 aC Armènia va quedar inclosa en els dominis de Seleuc I, però de fet va mantenir la seva independència. Els homenatges fets pels sàtrapes-sobirans del país als selèucides foren en tots els casos merament nominals.
El 227 aC el co-rei selèucida Antíoc Hierax es va refugiar a territori armeni on governava Arsames o Arsabes que apareix amb títol reial a les monedes (Basileus Arsamou). Vers el 212 aC el país apareix dividit entre dos reis teòricament ambdós vassalls del selèucides: l'Armènia pròpia i l'Armènia Sofene o Armènia Menor. El rei de Sofene, Xerxes, tenia per capital a Arsamòsata (Shimshat en armeni) i comprenia bàsicament el país de Kharpurt (Hanzith o Anzitene). Aquest any el rei selèucida Antíoc III el gran, decidit a suprimir les dinasties locals, va assetjar Arsamòsata. Xerxes es va rendir i va implorar la clemència del rei, que va acceptar que conservés el tron, i li va donar com a muller a la seva germana Antiochis. Aquesta princesa no va tardar a assassinar al seu espòs i així la Sofene va tornar als dominis directes selèucides. La dinastia d'Armènia fou deposada el 200 aC.
Antíoc va nomenar dos estrategs : Artaxies (Artaxes) per l'Armènia pròpia o major, i Zariadris per l'Armènia Sofene o menor. Després de la batalla de Magnèsia del Sipilos (189 aC) i el tractat d'Apamea (188 aC) els dos estrategs es van proclamar independents, assolint el títol reial amb consentiment del senat romà. Van sorgir així les dinasties dels Artàxides i els Zariàdrides.

## Regne independent
Durant els següents anys els armenis es van expandir: a l'est i sud-est foren conquerides l'Atropatene, la Caspiene (segurament Mughan), la Fauene (possiblement la regió entre Djulfa i Khoy) i la Basoròpeda (probablement Baspracània); al nord la Gogarene (Gugarq, al nord del llac Sevan fins a Lorí) i (segons Estrabó) la Khorzene o Khorzanene que ell situa a les fonts del Kura i la regió d'Ardahan, si bé això és un error, ja que la Khorzene (armeni Khordzeanq) és molt més al sud-oest (centrada a l'actua'l Kyghy i la plana de Dersim); al nord-oest els països de les tribus georgianes (pòntiques) dels Calibis (Khalibis), Mosinecs (Mosynekhes) i algun altra, la Karenitida (Karin), el país d'Erzerum i la Derxene (Derdjan o Terdjan). També s'esmenta la conquesta per Armènia Sofene de Taron o Taronitida (Tauranitida) i la Akilisene o Acilisene: la primera segurament referida a l'expulsió dels soldats selèucides i la segona arrabassada a Capadòcia (Akilisene era una part de la Cataònia).
Artaxies (Artaxes I) va construir una capital anomenada Artàxata, al sud d'Erivan, potser seguint consells d'Hanníbal. Zariadris va fer construir o engrandir algunes ciutat destacant Tomisa, que dominava l'accés a l'Eufrates i la ruta de caravanes entre el riu Halis i el Tigris.
El 166 aC el selèucida Antíoc IV va atacar al rei Artaxies i el va derrotar però només li va poder imposar una contribució de guerra. Més tard Artaxies es va aliar amb el rei Ariarates V de Capadòcia i li va proposar de conquerir Sofene, on ara era rei Mitrobuzanes, i repartirse-la, però el rei de Capadòcia va rebutjar participar-hi i a canvi de la neutralitat va exigir a Sofene la cessió de Tomisa.
El 140 aC l'Atropatene fou ocupada pels Parts.

## Reis artàxides independents
- Artàxies I o Artaxes I 189-159 aC (200-189 sparapet o estrateg)
- Artavasdes I 159-149 o 123 aC (fill)
- Tigranes I (fill) 159 o 149 aC-123 aC (germà)
- Artavasdes II (fill) 123-95 aC
- Tigranes II el gran (fill o nebot) 95-55 aC (després client romà 66-55 aC)

## Reis artàxides clients (domini romà i part i romà i persa)
- Tigranes II el gran 65-55 aC (client romà)
- Artavasdes III (fill) 55-34 aC (+31 aC) client romà
- Alexandre Heli (fill de Marc Antoni) 34-33 aC, client romà
- Artaxes II (fill d'Artavasdes II) 33-20 aC aliat de l'Imperi part
- Tigranes III (germà) 20-12 aC, client romà
- Tigranes IV (fill) 12-5 aC i 4 aC-1 dC, aliat part
- Erato (germana i muller) 12-4 aC i 4-1 dC, aliada dels parts
- Artavasdes IV (fill d'Artaxes II) 5-4 aC) aliat de Roma
- Artavasdes V (pretendent) 1-2, aliat part
- Ariobarzanes (fill d'Artabaces, rei d'Atropatena) 2-4, client romà
- Artavasdes VI (fill) 4-6, client romà
- Tigranes V (fill) 6-10 o 11, nominal cient romà
- Erato (segona vegada) 10 o 11-14 o 15, favorable als parts
- Vonones o Vonon (ex rei de Partia 8-11) 12 16, client romà 15-16; rei nominal retingut a Cilícia 16-18
- Orodes (fill d'Artaban III de Partia) 16-18, client part.
- Zenon del Pont (Artaxes III) 18-34
- Àrsaces (fill d'Artàban III de Pàrtia) 34-35
- Mitridates príncep d'Ibèria 35-36
- Orodes (fill d'Artaban III de Partia) 36 (segona vegada?)
- Mitridates (segona vegada) 36-37
- annexió a Partia 37-42
- Mitridates (tercera vegada) 42-51
- Radamist (nebot, fill de Pharsman I d'Ibèria) 51-53
- Tiridates I (germà de Vologeses I de Partia) 53-54
- Radamist (segona vegada) 54-55
- Tiridates I (segona vegada) 55-58
- Tigranes VI 58-63
- Tiridates I (tercera vegada) 62-72? (client de Roma)
- Mitridates II d'Armènia 72-76
- Sanatruk I d'Armènia 76-100?
- Axidares 100-113 (client de Roma)
- Partamasiris 113-114 (client part)
- Provincia romana 114-117
  - Lluci Catili Sever, governador 114-117
- Vologès I 118-138 (client romà) (rebel 116 a 118)
- Aurelios Pacoros 138-140/44
- Sohemos 140/144-161
- Pacoros 161-163
- Sohemos (segona vegada) 163-180/185
- Sanatruk II 180/185-197
- Vologès II o Valarsaces (fill) 197-216 (o el futur Vologès V de Pàrtia, pretendent) 180/185-191
- Khosrow I 191/197-216
- Tiridates II (fill) 216-238/252
- A la Persia sassànida ? 238-252
- Artavasdes VII (Ormazd I de Pèrsia) 252-271 (protectorat persa sassànida)
- Narses 271-283, a Armènia Oriental 283-293 (protectorat sassànida), de fet fins a 297
- Khosrov II d'Armènia a Armènia Occidental 283-287 (fill de Tiridates II) (protectorat romà)
- Tiridates III (fill de Tiridates II) 287-297 a Armenia Occidental (protectorat romà), de 297 a 298 a tot Armènia, protectorat romà
- Tiridates IV (fill de Khosrov II) 298-330
- Khosrov III el Petit 330-339 (fill)
- Tigranes VII (fill) 339-c.350
- Àrsaces II (fill) c. 350-368
- Ocupació Persa 368-370 
  - Cylax o Cilax (Zig), governador 368-369
  - Artaban (Karen), governador 368-369
  - Baanes Mamiconi, governador 369-370
  - Meruzanes Arzeruni, governador 369-370
- Pap (fill d'Àrsaces II) 370-374
- Varasdat (net de Tigranes VII) 374-378
- Zarmandukht (vídua de Pap) 378-379
- Govern Provisional de Manuel Mamiconi (sparapet) 378-379
- A Persia 379 
  - Govern conjunt del marzban (governador) persa Surenes, la reina Zarmandukht, i Manuel Mamiconi 379- fins després de la mort de Shapur II (379) vers 381
- Govern conjunt de la reina Zarmandukht i Manuel Mamiconi vers 381-384
- Àrsaces III (fill de Zarmandukht) 384-389 (casat amb Bardanduct, filla de Manuel Mamiconi). Rei d'Armènia occidental 387-389.
  - Valarxak (associat) 384-386 (casat amb una filla d'Isaac Bagratuní)
- Vasavurt fou rei de la comarca de Karqayin el 483

## Disputes entre parts i romans i entre perses i romans
L'any 12, l'exrei part Vonones o Vonon I (8-11) va entrar al país i va obtenir algun suport i vers el 13 aC es va fer reconèixer com a rei pels feudals armenis; Erato fou enderrocada al cap d'uns tres anys (vers l'any 14 o 15) i amb ella va acabar la dinastia artàxida. Però llavors Vonones es va haver d'enfrontar al rei Artaban III de Pàrtia. Vonones va demanar ajuda als romans; Tiberi el va cridar a Cilícia i quan va arribar allà el va retenir però li va conservar el títol i els honors reials. Artaban III va fer coronar el seu fill Orodes que va governar del 16 al 18 i fou reconegut per part de la noblesa però els romans van imposar Zenon l'any 18, i va regnar amb el nom d'Artaxes III.
A la mort de Zenon l'any 34 va tornar la inestabilitat quan el rei part Artaban III va posar al tron el seu propi fill Àrsaces, i Roma va donar suport a un altre candidat, Mitridates, fill de Mitridates d'Ibèria i germà del futur rei Farasmanes Pharsman I d'Ibèria (o Farasmanes I), que va triomfar. Artaban III va enviar un altre fill seu, Orodes, que va morir.
L'any 37 Cal·lígula va cridar al rei i el va declarar desposseït i l'Armènia va caure altre cop en mans dels parts que van ocupar el país. Claudi va retornar a Mitridates al país i amb l'ajut del seu germà i de forces romanes va reconquerir el poder (42). Una guarnició romana es va instal·lar a Garni, prop d'Erevan.
El 51 el rei georgià va trair el seu germà i va col·locar al tron al seu propi fill Radamisto. El rei Vologès I de Pàrtia va envair Armènia i va conquerir Artàxata i va proclamar rei el seu germà Tiridates I (any 53), però a l'hivern, en retirar-se els parts, Radamisto va recuperar el poder. Les venjances produïdes van portar a una revolta general i va haver de fugir i Tiridates va tornar a ser rei. El 58 el romà Corbuló va instal·lar al tron Tigranes VI. Tiridates va obtenir suport part i va guanyar la batalla de Randea el 62, amb un tractat que establia la retirada romana. Corbuló no ho va acceptar però després d'un any de campanya victoriosa, davant Randea, va enviar com a ambaixador Casperi a pactar amb Tiridates que seria rei però com a client de Roma. Així la dinastia arsacida que governava Pàrtia, esdevenia també la casa reial d'Armènia sota protectorat romà. Tiridates va governar fins a l'any 100. Li succeí Axidares, enderrocat pels parts el 113, la qual cosa va portar a la guerra entre Roma i Pàrtia. Partamasiris, el nou rei, va morir i Trajà va annexionar Armènia com a província romana.
El 116 Trajà va envair l'Imperi Part i va conquerir la Mesopotàmia Central i Assíria (Corduena) fins a Babilònia, Ctesifont i Selèucia del Tigris, les seves principals capitals, però al morir el 117 el seu successor, Hadrià, va decidir evacuar aquests territoris i fixar la frontera a l'Eufrates i va restablir el regne d'Armènia amb un rei part sota protectorat romà, títol que va donar a Vologès. Una guarnició romana formada per la Legió XV Apollinaris es va establir a Satala prop de les fonts del riu Lykos, a l'Armènia Menor (Armenia Minor).
El 135 els alans, aliats al rei Pharsman II d'Ibèria (Farasmanes II), van envair Atropatene i van amenaçar Armènia i Capadòcia. El rei part Vologès IV va comprar la seva retirada, i per la seva banda Hadrià va aconseguir restablir la fidelitat del rei d'Ibèria que va anar a Roma a oferir la seva lleialtat a l'emperador.

Mapa de l'Armènia Major cap a l'any 150.

El 117 o 118 el regne fou restablert per Hadrià. El 161 el rei Vologès III de Pàrtia va expulsar al rei Sohemo, i el va substituir per l'arsàcida Pakoros. El 162 el governador de Capadòcia, Sedati Severià, va envair Armènia però fou derrotat a Elegeia i es va suïcidar (segons Dió Cassi, Hist. rom. LXXI, 2). El 163 Marc Aureli va enviar al general Prisc, que va ocupar Artàxata, que va fer fugir a Pakoros i va restablir Sohemo, que era senador i cònsol de Roma. Artàxata fou destruïda i fou substituïda per una nova ciutat no gaire lluny anomenada Cenèpolis, dissenyada per l'arquitecte Suides, i que podria correspondre a Vagharxapat (segons Moisès de Khorèn); allí es va instal·lar una guarnició romana que hi va romandre almenys fins al 185. Luci Marci Ver, que va substituir Prisc, la va convertir en la capital.
En temps de Septimi Sever, el 197, després de derrotar els parts i ocupar Ctesifon i Selèucia. El rei Sanatruk (Sanatruces) no va intentar ajudar els parts però va morir aquell any i fou nomenat rei el seu fill Valarsaces o Valarshak que segons Moisès de Khorèn fou qui va rebatejar Kainèopolis com Vagharxapat, i que es va posar al costat dels Parts, fins que la derrota d'aquestos li va fer veure el seu error, i va oferir ostatges i tributs a Roma. De moment Roma ho va deixar passar però l'emperador Caracal·la, uns anys després el va cridar a Síria i el va fer empresonar.
Caracal·la va proclamar Armènia com a província romana però quan l'exèrcit hi va entrar sota el comandament de Teocrit, fou rebutjat. Els armenis proclamaren rei a Tiridates II el fill de Valarsaces, també conegut per Khosrov I per les cròniques de Moisès de Khorèn. Finalment l'emperador Macrí va reconèixer a Tiridates II el 217 i li va enviar una corona d'or i va alliberar a la seva mare (que havia estat empresonada junt amb el pare).
El 224 l'Imperi Part va desaparèixer sota l'atac dels perses sassànides. El 331 l'emperador romà Alexandre Sever va atacar als perses des Armènia, i entrà a la Mèdia (Atropatene).
Tiridates II fou traïdorament assassinat per un exiliat part, de nom Anak, que havia acollit a Vagharxapat, i que estava secretament al servei dels sassànides.
El 252 Shapur ja dominava Armènia (així ho testimonia Zonaràs) i en aquest any va instal·lar com a rei Artavasdes. El 260 Valerià I fou derrotat per Shapur I i el domini persa es va consolidar però el 283, l'expedició victoriosa de l'emperador Marc Aureli Car, que va ocupar Ctesifont, va obligar els perses a renunciar a Armènia i el 287 Tiridates III fou establert (o restablert) al tron. El 296 els perses van atacar Armènia però foren rebutjats pel cèsar Galeri i Tiridates III. El rei Narses I de Pèrsia va renunciar a Armènia i Ibèria, així com l'alta vall del Tigris (Sofene, Anzitene, Ingilena, Arzanene, Moxoene, Corduena o Karduene i Zabdikene, a la tardor següent (297).
El cristianisme a Armènia fou introduït al segle ii, atès que Tertulià esmenta l'existència de nuclis d'aquesta religió. Tradicionalment s'atribueix al rei Abgar V Ukkama (4 aC-7 dC) d'Osroene haver enviat missioners al país, però en realitat fou Abgar IX a la primera meitat del segle iii. La conversió definitiva fou obra de Sant Gregori l'Il·luminat. La tradició el fa membre de la família d'origen part dels Surenes, i fill d'Anak, que vers el 238 o més tard va assassinar el rei Tiridates II d'Armènia. La data oficial de conversió és el 301 tot i que l'orientalista Adontz considera més probable el 288, en tot cas sempre sota Tiridates III. Assassinat el rei, el seu fill Khosrov II el jove va poder retenir el poder amb el suport del clergat. Tres anys després, el cap de l'església armènia, Aristakes, fou també assassinat a la Sofanene però el seu germà Vertanes va ocupar el seu lloc i un nou intent d'assassinat no va reeixir.
Khosrov II va construir a la vora del riu Azat, afluent de l'Araxes, una nova capital, anomenada Dvin per substituir Vagharxapat i Artàxata. Li succeí el seu fill Tigranes VII el 339. Fou empresonat pel rei de Pèrsia i cegat, i la corona va passar al seu fill Àrsaces II, fins que fou capturat pels perses en una nova guerra, el 368, i Armènia fou incorporada a Pèrsia. La traïció dels dos governadors, i els fracàs dels dos següents, va anar seguit de la intervenció romana que va col·locar al tron Pap el 370, amb la figura de Musel I Mamiconi com a clau, però l'emperador el va deposar el 374 i va nomenar Varasdat, que va fer assassinar Musel I. No gaire després, el fill d'aquest Manuel es va revoltar i va fer fugir Varasdat que no va rebre suport romà, ja que Musel era el cap del partit proromà i el seu assassinat havia estat mal vist. Manuel va governar com a rei però va deixar la regència de dos prínceps joves a la reina Zarmandukht, vídua de Pap, i després d'un temps es va sotmetre a Pèrsia que va enviar com a marzban a Surenes, que va governar conjuntament amb Manuel i la reina; al cap d'un temps els perses foren expulsats, i Manuel va governar junt amb la reina regent fins que els prínceps es van casar amb una filla de Manuel i una del nakharar Isaac Bagratuní, i Manuel es va proclamar reis (primer i segon). Manuel va morir el 385 i Valarshak (el rei segon) el 386.

## Domini persa (Persarmènia)
El 387 Àrsaces III va fugir a l'oest i els perses van ocupar la major part d'Armènia i van donar la corona a un membre de la dinastia artàxida. Es va produir un repartiment: el regne occidental per Àrsaces sota influència romana i el regne d'Armènia sota influència persa i conegut per Persarmènia. El 389, mort Àrsaces, la part occidental fou annexionada a l'Imperi romà. El 415 el rei de Pèrsia va donar el tron a un fill seu que finalment no va obtenir la corona persa el 422, i durant uns tres anys Armènia fou de facto independent sota la direcció d'un nakharar, cap de la revolució nacional. Finalment vers el 423 la dinastia artàxida fou restablerta en la persona de Artaxes IV que fou deposat el 428 i el país incorporat a Pèrsia com a província sota govern de funcionaris anomenats marzban. Les persecucions religioses van provocar l'aixecament de Vardanes II Mamiconi, aixecament que fou liquidat el 451, però després d'aconseguir la tolerància religiosa. La rebel·lió nacional va tornar a esclatar el 481 dirigida per Baanes I Mamiconi, que finalment va aconseguir autonomia política i llibertat religiosa i fou nomenat marzban, càrrec que va passar a son germà Vard, destituït per la cort persa. En temps del marzban Surenes va esclatar una altra rebel·lió nacional (570 o 571) després de l'assassinat del cap nacionalista Manuel Mamiconi, revolta que va dirigir el seu germà Vardanes III Mamiconi i que va triomfar alguns moments (571-572, 576-577) però va acabar vers el 582, després que els romans d'Orient abandonessin als rebels signant un tractat amb els perses als que es reconeixia la Persarmènia. El mateix any el futur emperador Maurici va atacar les fronteres del sud d'Armènia i va deportar 10.000 armenis a Xipre.
El 591 la victòria romana d'Orient va suposar un nou repartiment d'Armènia i la frontera va córrer cap a l'est, deixant en mans de l'imperi una part de la Persarmènia, i el príncep Musel II Mamiconi, aliat del nou rei persa i de l'Imperi Romà d'Orient va obtenir el càrrec de marzban, del que aviat fou desposseït per sospites de manca de lleialtat. Durant el seu successor hi va haver un intent de revolta nacional que no va reexir. Llavors fou nomenat marzban Simbaci Bagratuní, de la família armènia dels Bagratuní, conegut com el Victoriós, que havia estat marzban d'Hircània o Gurgan i havia destacat en lluita contra els Turcs Occidentals. Del 603 al 608 l'exèrcit persa va passar a l'ofensiva per venjar a l'emperador aliat Maurici, enderrocat per Focas, i es va apoderar de quasi tota l'Armènia romana d'Orient, conquesta que es va completar el 612 amb l'ocupació de Melitene.
El 623 l'emperador romà d'Orient Heracli va passar a l'ofensiva i el desembre del 627 va obtenir la decisiva victòria de la batalla del Zab. El febrer del 628 el rei de Pèrsia fou enderrocat i el juny del 628 es va acordar la pau segons la qual la frontera armènia tornava a la pactada el 591. Fou nomenat marzban Varastirots Bagratuní, que el 634 va sortir del país per entrevistar-se amb l'emperador i després fou retingut per aquest (el va deportar a una illa perquè havia pres part en una conspiració, 635). El perill persa es va acabar el 637 quan els àrabs van posar fi a l'imperi romà d'Orient.
El 640 van aparèixer els àrabs. Desaparegut l'imperi sassànida i vacant el govern de Persarmènia, el nakharar Teodor Reixtuní, governador de l'Armènia romana d'Orient, va assolir el poder a tot Armènia (de fet des del 638) i el va conservar tot i que el 643 el va compartir voluntàriament amb Varastirots (alliberat) i el seu fill Simbaci II, i per decisió imperial amb altres nakharark, però fou destituït el 653 i les seves funcions traspassades a Simbaci II, i llavors Teodor es va revoltar i es va aliar als àrabs amb els quals va dominar el país; Armènia estaria exempta de tributs al califat durant tres anys i després pagaria segons les seves possibilitats i a canvi hauria d'aportar forces militar per la defensa de la zona. Això va provocar l'oposició del catholicos pro-romà d'Orient Neyets Tayetsi i d'alguns nakharark encapçalats per Musel Mamiconi (eren pro-romans d'Orient principalment els Mamiconis, Gnuní i Camsaracans).
L'emperador Constantí II va donar suport a Musel i va poder recuperar Armènia derrotant a Teodor Reixtuní (654); l'emperador va nomenar governador a Maurià, però al cap de poc, el 655 va perdre el país davant Teodor i els seus aliats àrabs, si bé el va reconquerir l'hivern del 655 al 656, però quan perseguia als àrabs va patir una greu derrota, i els àrabs van tornar. Teodor ja no tenia la seva confiança i a la seva mort van nomenar a Hamazaspes Mamiconi, cap de la família dels Mamiconis amb el que comença el domini califal

## Reis de Persarmènia
- Khosrov IV (de la dinastia arsàcida) 387-392
- Zik (regent) 387-390
- Vram-Shapuh d'Armènia 392-414 (germà de Khosrov III) 392-414
- Khosrov IV (segona vegada) 414-415
- Shahpuh (hereu de Persia) 415-421
- Govern Provisional de Narses Djidjrakatsi 421
- Governs independents locals (interregne) 421-423
  - Narses Djidjrakatsi 421-423
- Artaxes IV (fill de Vram Shapuh) 423-428
- Annexió a Pèrsia 428

## Marzbans del Marzpanat d'Armènia
- - Veh-Mihr-Shahpuhr 428-442
  - Vasaces de Siània 442-451 (de Siunia vers 430-452)
  - Adrormizd (Adhur-Homidz) 452-465.
  - Aderveshnasp (Adhur-Gushnasp) 465-481
  - Xahpuhr Mihran 481-482 (govern militar)
  - Zarmihr Karen 482-483 (govern militar)
    - Isaac II Bagratuní, cap de la rebel·lió armènia, 481-482
    - Baanes Mamiconi, cap del govern provisional rebel 482-483 i 484

  - Shahpuhr de Rayy 483-484 (pel mateix període Toumanoff proposa un marzblan de nom Andigan
  - Baanes Mamiconi (nomenat) 484-505/510
  - Bardes Mamiconi (Bardes el Patrici) 505/510-509/514
  - Purzan (Buzan) 514-518
  - Mjej Gnuní (Mezetios) 518-548
  - Gushnasp-Vahram 548-555
  - Tan-Shahpuhr 555-558
  - Varasdat 558-564
  - Surenes 564-571 o 572 
    - Vardanes Mamiconi 571 o 572-572 (rebel)

  - Mirranes Mirabandaces 572-573 o 574
  - Felip de Siània (Felip de Siunia) 574-576 
    - Vardanes Mamiconi 576-577 (rebel)

  - Tahm-Khusro (Tamkhosrau) 577-580
  - Varaz-Vzur (Varaz-Buzurg o Vzur)580-581
  - Pahlav 581-588
  - Fraates (Fravardín) 588-591 
    - Musel Mamiconi (governador romà d'Orient) 591-593

  - Nakhvēfaghan 592-? (C. Toumanoff)
  - Vindātakān ? (C. Toumanoff)
  - Merakbōūt ? (C. Toumanoff)
  - Yazdēn ? (C. Toumanoff)
  - Bōūtmah ?-605 (C. Toumanoff)
  - Vaspurakan-Hamarakar 593-600 (R. Grousset)
  - Simbaci Bagratuní el Victoriós 600-611/616 (R. Grousset)
  - Shahen Vahmanzadhaghan (pahghospan d'Armènia Occidental) 608-613 (R. Grousset)
  - Chahrayanpet 611-613 (marzban a Dvin o Armènia Oriental (R. Grousset)
  - Pârsâyênpet 613-616 (R. Grousset) podria ser el mateix que Parschenazdat
  - Nâmdar-Gouschnas 616-619 (R. Grousset)
  - Sarablangàs 619-624
  - Razates (Rotchvēhān) 624-627
  - Conquesta romana d'Orient 627-628
  - Varastirots II Bagratuní (Varaz-Tiroç Bragratuní) 628-635 (nominal per tot Armènia i de fet només per la part conservada per Pèrsia 635-643, proclamat príncep d'Armenia el 645 va morir en lluita sense exercir)
    - Mejēj II Gnouni (governador romà d'Orient) 630-635
    - David Saharuní, 635-638, governador romà d'Orient, curopalata i Itxkan d'Armènia
    - Teodor Reixtuní d'Armènia romana d'Orient 638-643, de tot Armènia de facto 638-656, de iure 645-656.
    - Simbaci II Bagratuní 643-654
    - Maurià 654-656

## Domini àrab
Armènia fou considerada una província del califat després del 640. Aquesta província s'estenia entre el Caucas i el país del kurds al sud del llac Van; a l'est limitava amb la mar Càspia, el riu Kur i el llac Urmia.; i a l'oest l'Eufrates, el Tchorokh i la mar Negra.
El període de domini àrab a Armènia té diverses fases:
a) A la primera fase es van establir governadors nadius que sovint van estar revoltats contra el califat i dependents de l'Imperi Romà d'Orient. La dominació del califat al país era precària. Aquesta època s'estén del 640 al 702.
b) Des del 702 s'envien governadors califals amb plens poders de vegades amb forts exèrcits Els governadors sovint eren al mateix temps governadors de l'Azerbaidjan o de la Djazira. A l'interior d'Armènia els poders locals, és a dir els nakharark, van continuar igual que abans però pagant el tribut corresponent. Aquest període va continuar durant tota la resta de la dominació omeia.
c) Amb els abbàssides i després de la revolució del 751 es van establir tribus d'àrabs a Armènia. Alguns nakharark van perdre els seus dominis però en general es van establir a terres no ocupades. Això va canviar el 772 després de la derrota de la rebel·lió nacional. Els àrabs ocupen terres per la força i d'altres encara buscaren la legitimació per enllaços amb els antics posseïdors (com els qaysites per les terres dels Mamiconis, quant el shaikh qaysita Djahap al-Qaisi va voler legitimar l'adquisició d'extens territoris amb l'enllaç amb la princesa Mamicònia).
d) Del 772 al 802 es produeix una creixent presència dels gran nakharark en el poder, després del desastre del 772. Alguns nakharark obtenen títols que els donen una preeminència sobre els altres nakharark, mentre el governador del califa domina sobre els grans nakharark i sobre els petits emirs àrabs. Això culmina amb el nomenament el 802 d'Asoci IV Bagratuní com a gran príncep.
e) El 802 els nakharark són posats en conjunt sota l'autoritat d'un gran príncep responsable davant el governador o ostikan. A partir de la rebel·lió de Babak i d'altres que van seguir, el poder del califat a Armènia minvà.
f) El 852 Bogha al-Khabir es presenta a Armènia, liquida a tots els nakharark incloent el gran príncep i també als emirs àrabs i restableix el poder total del califat, però això és efímer, doncs la situació retorna aviat a l'anterior per la impossibilitat de controlar el país. Els ostikans seran sovint governants virtualment independents en territoris propers (Azerbaidjan i Arran) i això afavorirà la independència dels grans prínceps.
g) La situació culmina el 886 amb el nomenament del gran príncep com a rei amb jurisdicció sobre els nakharark i sobre els emirs. Els ostikans passen a ser un príncep mes del país sotmès al rei. Alguns d'aquests ostikans van voler fer valer una preeminència almenys fiscal sobre els reis però en general aquestos van tenir un poder complet i creixent mentre el del ostikan era un poder minvant.
h) Els reis però governen el país com a feudals. Reparteixen els seus dominis entre els seus fills, i cada príncep, nakharar o emir és de fet independent, independència accentuada a mesura que el poder reial es va fraccionant. Dels successius repartiments sorgeixen els regnes d'Aní (953), Kars (961), Taixir (980), mentre la regió de Klardjètia i Ardahan esdevé un curopalat georgià que acaba passant a l'Imperi Romà d'Orient. Baspracània per la seva banda es va convertir en regne el 906 per decisió del governador àrab com a contrapès al rei bagràtida d'Armènia, i també els prínceps de Siunia (que es va unir amb el regne de Aghuània) i de Shake agafaren el títol reial. Aquesta debilitat incrementa el poder dels emirs com el de Her, el de Coltene, el de Gandja, i el de Dvin. Finalment el 1021, davant l'amenaça musulmana el rei de Baspracània permuta el seu regne amb l'Imperi Romà d'Orient a canvi del regne de Sebaste. Aní va acabar entregant-se a l'Imperi Romà el 1045 i Kars el 1064 a canvi també d'un territori romà d'Orient (Tzamandos). El regne de Taixir i el de Siunia van subsistir com a poders locals totalment supeditats a altres poders. Vers el 1080 els romans d'Orient van annexionar Tzamandos i vers el 1083 els seljúcides també van ocupar els territori de Sebaste.
- - Hamazaspes Mamiconi 656-662 (rebel vers 667-661 en què fou Curopalata romà d'Orient)
  - Gregori I Mamiconi 662 al 685 (rebel 682 al 685)
  - Asoci I Bagratuní 685-690 (rebel vers 689-690)
  - Narses Camsaracà (curopalata romà d'Orient) 690-691
  - Simbaci II Bagratuní (segona vegada) 691-706 (romà d'Orient 691-692, Califal 692-698, romà d'Orient 698-706 amb títol de curopalata des el 700)
  - Muhàmmad ibn Marwan, governador militar 702-706
  - Abd-Allah ibn Hàtim al-Bahilí, governador militar de facto 706-709
  - Màslama ibn Abd-al-Màlik ibn Marwan (governador d'Armènia, la Jazira i Azerbaijan) 709-721
  - Abu-Uqba al-Djarrah ibn Abd-Allah al-Hakamí 723-725
  - Harith ibn Amru (governador d'Armènia i Azerbaidjan) 725-729
  - Màslama ibn Abd-al-Malik ibn Marwan (governador d'Armènia i Azerbaijan) 725-729
  - Abu-Uqba al-Djarrah ibn Abd-Al·lah al-Hakamí (governador d'Armènia i Azerbaijan) 729-730
  - Màslama ibn Abd-al-Màlik ibn Marwan (governador d'Armènia i Azerbaijan) 730-732
  - Saïd ibn Amr al-Haraixí, vers 732
    - Asoci II Bagratuní, patrici i generalíssim 732-744
    - Gregori II Mamiconi 744-745
    - Asoci II Bagratuní (segona vegada) 745-750

  - Marwan ibn Muhàmmad vers 732-744
  - Ishaq ibn Múslim 744-750
  - Al-Mansur 750-753
    - Gregori II Mamiconi (rebel) 750
    - Musel III Mamiconi (rebel) 750-752

  - Yazid ibn Ussayd as-Sulamí 753-755
    - Isaac I Bagratuní, patrici i generalíssim 754-770

  - Sulayman 755-767
  - Sàlih ibn Subai al-Kindí 767-769
  - Bakkar ibn Múslim al Uqaylí 769-770
  - Hàssan ibn Qàhtaba 770 o 771-774
    - Simbaci III Bagratuní 771-772

  - Yazid ibn Ussayd as-Sulamí 774-778
  - Uthman ibn Umara ibn Khuzayma vers 778-785
    - Tatxat Andzevatsí 780- vers 785

  - Khuzayma ibn Khàzim vers el 785-786
  - Yússuf ibn Raixid as-Sulamí 786-vers 787
  - Yazid ibn Màzyad aix-Xaybaní vers 787-788
  - Abd-al-Qàdir al-Addaui vers 788
  - Yazid ibn Màzyad aix-Xaybaní (segona vegada) vers 778
  - Sulayman ibn Yazid vers 788-799
    - Ibn Doku 788-799

  - Yazid ibn Màzyad aix-Xaybaní (tecera vegada) vers 799-801
  - Khuzayma ibn Khàzim (segona vegada) 801-802

### Grans prínceps i reis d'Armènia
- Asoci IV Bagratuní 806-826
- Simbaci VIII Bagratuní 826-854
- Asoci el Gran 854-890 (gran príncep Asoci II del 854 al 886, rei Asoci I del 886 al 890)
- Simbaci I el Màrtir (Nahadak) 890-914
- Asoci II el Ferro 914-928 o 929
- Abas I d'Armènia 928 o 929-953
- Asoci III el Misericordiós 953-977 (rei d'Aní del 961 o 962 al 977)
- Reis d'Aní
  - Simbaci II el Cosmocràtor 977-989
  - Gaguik I d'Armènia 989-1020
  - Joan-Simbaci d'Aní 1020-1040 o 1041
  - Sargis (usurpador) 1041-1042
  - Gaguik II d'Armènia 1042-1045

- Reis de Kars
  - Musel I 961-984
  - Abas I 984-1029
  - Gaguik-Abàs II 1029-1064 (a Tzamandos del 1064 al 1080 o 1081)
- Reis de Baspracània
  - Khatshik Gaguik (senyor de Rechtuniq 887-897), príncep de Baspracània 904-908 (al nord-oest), rei 908-943
  - Gurguèn Arzeruni (senyor de Parskahaiq 887-897), príncep 904-925 (al sud-est)
  - Derenik Ashot rei 943-953
  - Abushal Hamazasp III 953-972
  - Asoci Isaac 972-983
  - Gurguèn Khatshik 983-1003 (senyor de Antzevaziq 972-983)
  - Seneqerim Ioan 1003-22 (senyor de Rechtuniq 972-1003) després rei de Sebaste 1022-1026
  - David 1026-1065
  - Atom 1065-1083
  - Abusahl, associat 1065-1083